# 長野師管区部隊
長野師管区部隊（ながのしかんくぶたい）は、1945年4月から11月まであった大日本帝国陸軍の師管区部隊の一つである。長野師管区の防衛と徴兵・動員・訓練などにあたった。上級部隊は東部軍管区部隊である。8月の敗戦後もしばらく存置され、10月末に解散した。

## 部隊の編成
師管区は1945年4月に師管を改称して設けられ、師管区部隊は師管区の防衛と管区業務に専念する部隊として、従来の留守師団を転換して編成された。師管区部隊は、留守師団を構成した司令部・補充隊のほか、管区内の様々な非戦闘部隊・官衙もまとめられ、全体としてはかなり雑多な集まりである。長野師管区では、留守第54師団司令部が3月31日に長野師管区司令部に改称して発足した。
師管区部隊の中心となる補充隊は、兵士を教育・訓練する組織である。新潟県新発田市にあった歩兵第3補充隊のほかは、長野市を中心として長野県の各地に分散配置された。師管区司令部と補充隊は、多数の部隊の補充担任となっていた。
管区内には複数の陸軍病院があり、師管区部隊の一部であるものと、軍管区に直属するものがあった。4月1日施行予定で2月に発した達では、松本陸軍病院と新発田陸軍病院が長野師管区司令官に隷属することと定められた。これが7月10日頃には長野、松本、新発田、村松の4病院が師管区部隊とされた。

## 師管区の防衛
東部軍管区司令官は第12方面軍司令官の兼任で、東部軍管区部隊は第12方面軍司令官の指揮下にあり、長野師管区部隊もそこに含まれた。第12方面軍は関東の防衛にあたり、敵の上陸の可能性がない長野師管区には作戦部隊をほとんど配置しなかった。そのため、長野師管区では師管区部隊が防衛を担い、配置された部隊は師管区部隊に配属という扱いになった。新潟に置かれた第3警備隊は、4月15日の第12方面軍の命令で、長野師管区司令官の指揮下に入った。6月時点では他に高射砲1個大隊、機関銃3個中隊も配属されていた。

## 敗戦と復員
8月15日に日本がポツダム宣言を受諾し、戦争が終わると、陸軍は解体されることになり、各部隊は次々に復員（解散）した。しかし、師管区部隊は復員業務と治安維持のためにしばらく存置された。砲兵補充隊と工兵補充隊は9月15日に復員したが、他の補充隊はその後になった。
内地の師管区司令部は陸軍省廃止直前の11月末に一斉に復員し、長野師管区部隊も廃止になった。実質的には司令部が第一復員省東部復員監部長野支部に転換したが、人員は55人と少なくなった。

## 編制

### 編制と定員
戦後に作成された『東部軍管区編制人員表』による。軍人と軍属は分けて数えた。各部隊の定員はいくらか変遷しており、ここに載せたのは最後のものである。補充隊の中隊と装備は戦史叢書の『本土決戦準備』<1>による。「東部11部隊」などは部隊の通称号である。
- 長野師管区司令部 - 365人（うち兼任1人）、軍属32人。
- 長野師管区制毒訓練所 - 28人（うち兼任1人）、軍属1人。
- 長野陸軍拘禁所 - 兼任1人、軍属兼任7人。
- 長野師管区歩兵第1補充隊（東部11部隊） - 1933人、軍属1人。
  - 本部、中隊4、機関銃中隊1、歩兵砲中隊1、通信中隊1、作業中隊1、乗馬中隊1
  - （装備は小銃1227、重擲弾筒28、軽機関銃28、重機関銃6、九二式歩兵砲2、九四式三十七粍砲2、四一式山砲（歩兵用）2）
- 長野師管区歩兵第2補充隊（東部50部隊） - 1933人、軍属1人。中隊・装備は第1と同じ。
- 長野師管区歩兵第3補充隊（東部56部隊） - 1933人、軍属1人。中隊・装備は第1と同じ。
- 長野師管区砲兵補充隊（東部51部隊） - 576人、軍属1人。
  - 補充隊本部、野砲中隊（九五式野砲3）、山砲中隊（九四式山砲3）、十榴中隊（九一式十糎榴弾砲3）、迫撃中隊（十二糎迫撃砲4）
- 長野師管区工兵補充隊（東部52部隊） - 705人、軍属1人。
  - 本部、野戦工兵中隊4（小銃320）
- 長野師管区通信補充隊（東部53部隊） - 348人、軍属1人。
  - 本部、中隊1（小銃150、九二式電話機24、九四式甲無線機8、九四式五号無線機2）
- 長野師管区輜重兵補充隊（東部54部隊） - 659人、軍属1人。
  - 本部、輓馬中隊、自動車中隊（馬178、小銃270、軽機関銃2、乗用車1、指揮車、自動貨車35、軽修理自動車1、輜重車45）
- 新潟連隊区司令部 - 123人、軍属30人。
- 長野連隊区司令部 - 149人、軍属30人。
- 新潟地区司令部 - 52人（うち兼任7人）。
- 新潟地区第1特設警備隊など（第24まで） - 各隊300人で計7200人。
- 長野地区司令部 - 46人（うち兼任7人）。
  - 長野地区第1特設警備隊など（第25まで） - 各隊300人で計7500人。
- 松本陸軍病院 - 65人。
- 新発田陸軍病院 - 87人。
- 長野陸軍病院 - 204人。

### 6月24日時点での配属部隊
6月24日に第12方面軍が発した命令（十二方作命甲第10号別紙）で、長野師管区部隊に配属された部隊。
- 第3警備隊
- 独立高射砲第1大隊
- 照空第1連隊第3大隊
- 独立機関砲第13中隊
- 独立機関砲第14中隊
- 独立機関砲第16中隊

### 終戦時の部隊と位置
戦史叢書『本土決戦準備』<1>の付表による。
- 長野師管区司令部 - 長野市
- 長野陸軍拘禁所
- 東部軍臨時軍法会議長野師管区法廷
- 長野師管区歩兵第1補充隊 - 長野市
- 長野師管区歩兵第2補充隊 - 長野県松本市
- 長野師管区歩兵第3補充隊 - 新潟県新発田町
- 長野師管区砲兵補充隊 - 長野県南牧村
- 長野師管区工兵補充隊 - 新潟県小千谷町
- 長野師管区通信補充隊 - 長野市
- 長野師管区輜重兵補充隊 - 長野市
- 長野連隊区司令部 - 長野市
- 新潟連隊区司令部 - 新潟市
- 長野地区司令部 - 長野市
  - 長野地区第1特設警備隊など、第25まで
- 新潟地区司令部 - 新潟市
  - 新潟地区第1特設警備隊など、第24まで
- 村松陸軍病院 - 新潟県村松町（現在の五泉市内）
- 松本陸軍病院 - 松本市
  - 御母家分室、藤井分室、東山分室、月岡分室、村杉分室、出湯分室、喬木分室
- 長野陸軍病院 - 長野市
  - 平穏分院 - 長野県平穏村（現在の山ノ内町内）
- 新発田陸軍病院 - 新発田市

## 人事
- 長野師管区司令官　平林盛人　中将　3月29日任[11]。前職は留守第54師団長。
  - 参謀長　内場謙三良　歩兵大佐　3月31日任[11]。前職は東部軍管区司令部付。
    - 参謀：松村辰雄 歩兵中佐
    - 参謀　江見祐道　輜重兵少佐　3月31日任[11]。前職は留守第54師団参謀。
    - 参謀：橋本選次郎　歩兵少佐
    - 司令部付　上条保広　中佐　6月10日まで[12]
    - 司令部付　新発田四郎次　少尉　6月14日から[13]